# Dalham

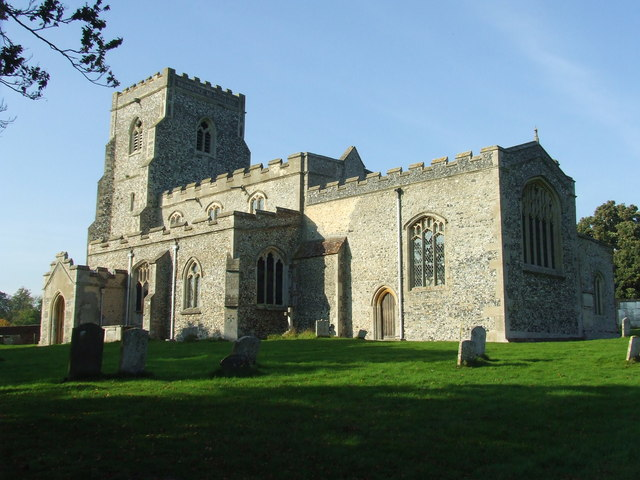
Marienkirche in Dalham

Dalham ist ein Dorf und ein Civil parish im District West Suffolk in der englischen Grafschaft Suffolk. Der Ort liegt etwa 120 Kilometer nördlich von London. Größere Städte in der Nähe sind Newmarket und Bury St Edmunds. Im Jahr 2011 betrug die Einwohnerzahl 210.